# Idaea flavescens
Idaea flavescens är en fjärilsart som beskrevs av George Duryea Hulst 1896. Idaea flavescens ingår i släktet Idaea och familjen mätare. Inga underarter finns listade i Catalogue of Life.